# 维莱特莱萨尔布瓦
维莱特莱萨尔布瓦（法語：Villette-lès-Arbois，法語發音：[vilɛt lɛ.z‿aʁbwa]，意为“阿尔布瓦附近的维莱特”）是法国汝拉省的一个市镇，属于隆斯勒索涅区。

## 地理
维莱特莱萨尔布瓦（46°55'18"N, 5°45'12"E）面积5.45 平方千米，位于法国勃艮第-弗朗什-孔泰大區汝拉省，该省份为法国东部内陆省份，北起上索恩省，西北接科多尔省，西临索恩-卢瓦尔省，南至安省，东与杜省和瑞士接壤。
与维莱特莱萨尔布瓦接壤的市镇（或旧市镇、城区）包括：圣西尔蒙马兰、阿尔布瓦、蒙蒂尼莱萨叙尔、瓦当。

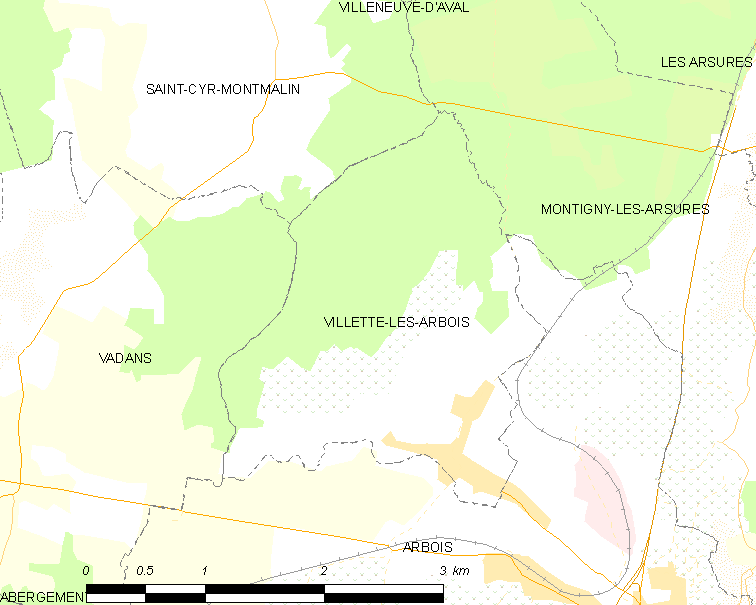
维莱特莱萨尔布瓦的OSM定位图

维莱特莱萨尔布瓦的时区为UTC+01:00、UTC+02:00（夏令时）。

## 行政
维莱特莱萨尔布瓦的邮政编码为39600，INSEE市镇编码为39572。

## 政治
维莱特莱萨尔布瓦所属的省级选区为阿尔布瓦县。

## 人口

1962-2008年间维莱特莱萨尔布瓦人口变化图示

维莱特莱萨尔布瓦于2022年1月1日时的人口数量为365人。